# Hamada

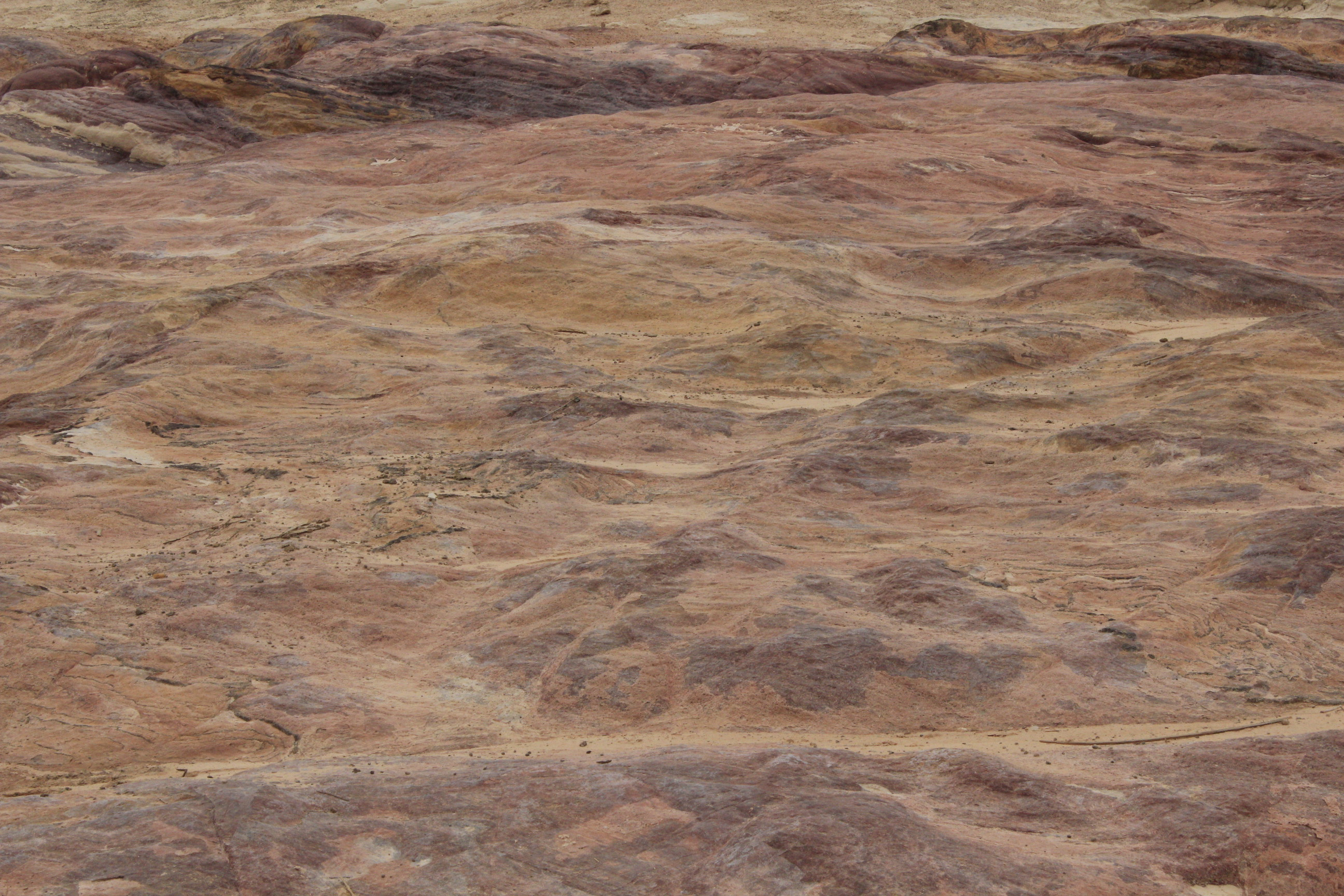
Skalista pustynia na Synaju

Hamada (arab. حمادة), pustynia kamienista – jeden z trzech podstawowych typów pustyń wyróżnianych ze względu na charakter podłoża. Jest to pustynia skalista, której powierzchnię stanowią niemal płaskie i nagie skały, często pokryte patyną żelazistą. Podłoże geologiczne ma zwykle budowę płytową lub monoklinalną. Kształtowane są przez procesy deflacyjne i korazyjne. Bywają poprzecinane suchymi dolinami (wadi). Często współwystępują z pustyniami żwirowymi (reg, serir gibber), które powstają na podłożu o zróżnicowanej wielkości ziarna w wyniku wywiewania lub rzadziej wypłukiwania drobniejszych ziaren z wierzchniej warstwy. W takich miejscach powstaje tzw. bruk deflacyjny. Niektóre źródła uznają takie pustynie także za hamadę, inne jednak za typowy reg (pustynię żwirową).
Hamady występują zwykle na płaskowyżach, zwłaszcza na rozległych obszarach pustyń azjatyckich np. na Kara-kum (stąd też bywają nazywane pustyniami wyżynnymi).